# Церква Успіння Пресвятої Богородиці (Скала-Подільська)
Церква Успіння Пресвятої Богородиці в Скалі-Подільській — культова споруда, православний парафіяльний храм (ПЦУ) у смт Скала-Подільська Чортківського району Тернопільської области. У храмі брали шлюб Михайло Грушевський та Марія-Іванна з Вояківських, своячка місцевого пароха.
Оголошена пам'яткою архітектури місцевого значення (охоронний номер 433).

## Історія церкви
Перший храм був збудований у 1725 році. Через його аварійний стан у 1877–1882 роках о. Келестин Костецький збудував велику кам'яну церкву Успіння Пресвятої Богородиці. Перший камінь заклав Василь Мартюк, правнук якого пізніше був старшим братом та касиром протягом 16 років, з 1994 по 2009 рік.
За час служіння о. Олександра-Костянтина Левицького було здійснено розпис храму.
Перед Першою світовою війною церква була наділена трьома відпустами: на свято Перенесення мощей Святого Миколая, свято Марії Магдалини та на Покрову Пресвятої Діви Марії.
У 1946 році парафія і храм перейшли до московського православ'я. У 1990 році частина громади повернулася в лоно ПЦУ.

## Парохи
- о. Микола Коростинський (до †1842),
- о. Омелян Копровський (1842—1843, адміністратор; 1843—†1871, парох)
- о. Іван Кушик (1871—1872, адмін.)
- о. Келестин Костецький (1872—1885),
- о. Олександр Кисілевський (1885—1886, адм.)
- о. Олександр-Костянтин Левицький (1886—†1910),
- о. Костянтин Андрухович (1910—1912, адм.),
- о. Анатоль Базилевич (1912—1913, адм.),
- о. Вітольд Білинський (1913—†1919),
- о. Іван Дерев'янко (1919—1959),
- о. Михайло Клим (1957—1987),
- о. Ілля Негір (з 1988).